# Велес (місто)
Ве́лес (мак. Велес) — місто в Республіці Македонії. Центр однойменної общини.

## Історія
Територія сучасного міста була заселена впродовж тисячоліть. Велес був заснований ще в 168 році до н. е. як поселення племені пеонів Віла-Зора. У давньогрецький період мало назву Веліссос (Βελισσός), в османський — Кьопрюлю (Köprülü). У 1946–1991 роках місто на честь югославського лідера Йосипа Тіто носило ім'я Тітов-Велес.

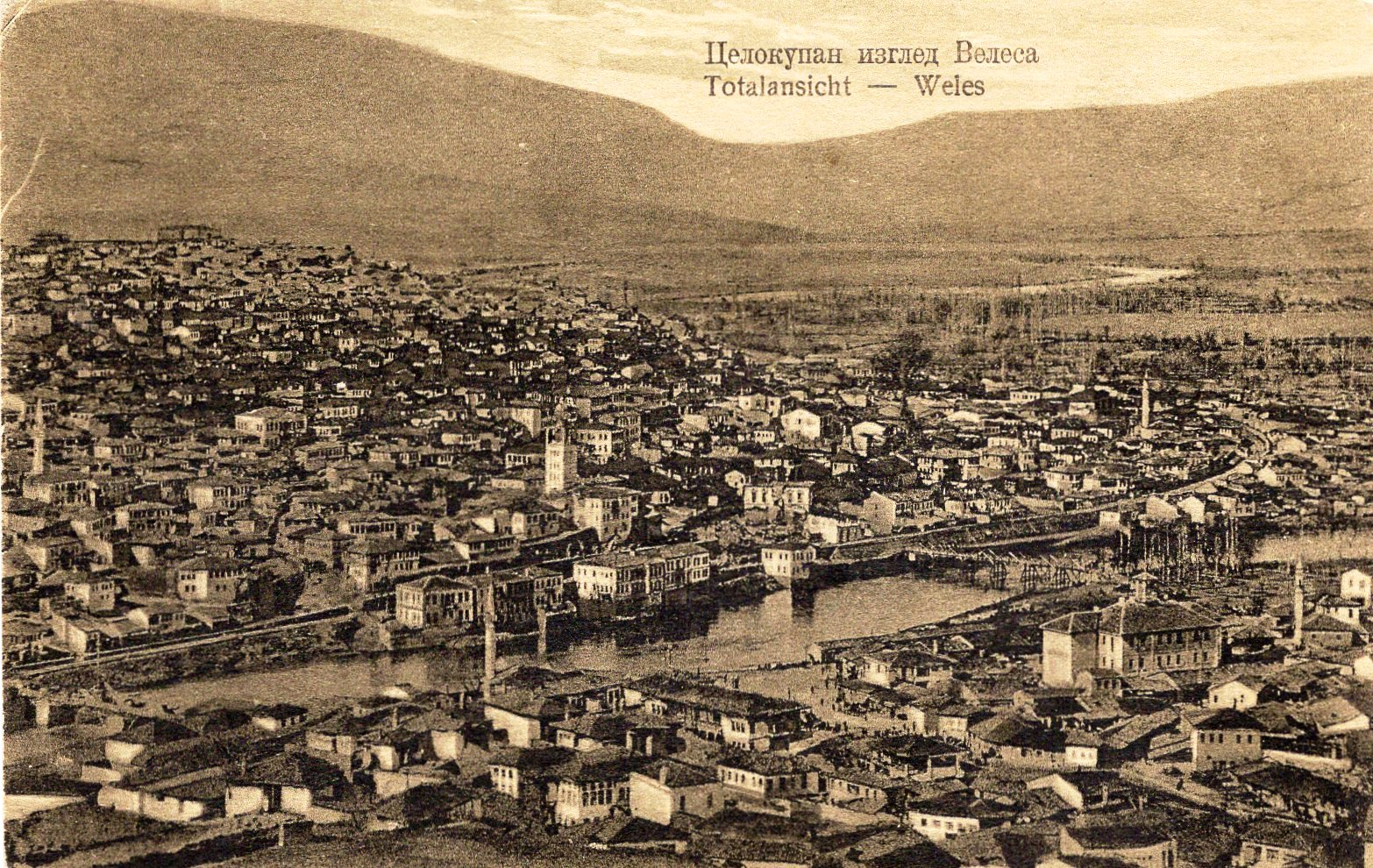
Велес на поштівці, 1923
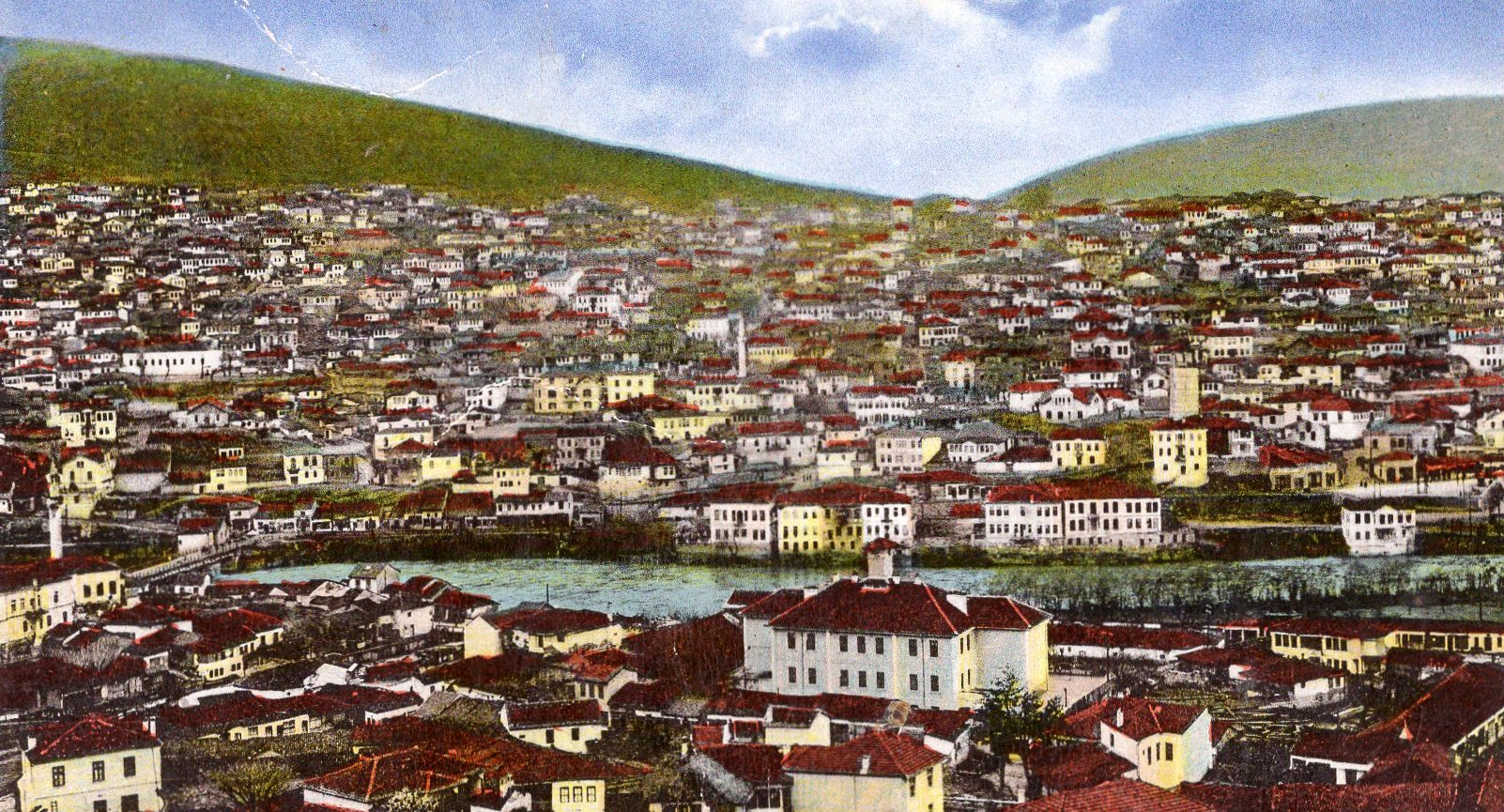
Велес на поштівці, 1920
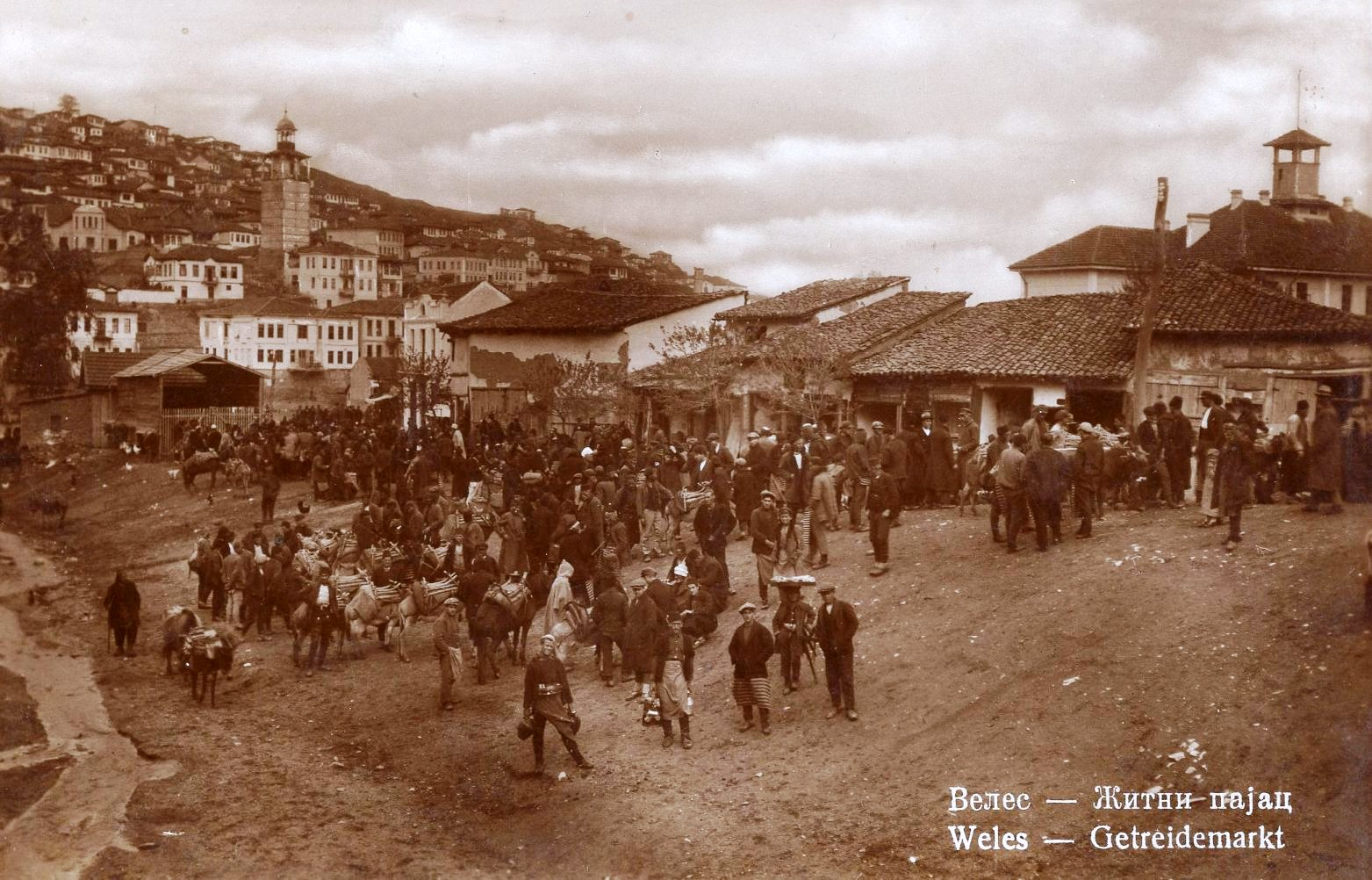
Велес на поштівці, ринок, 1920
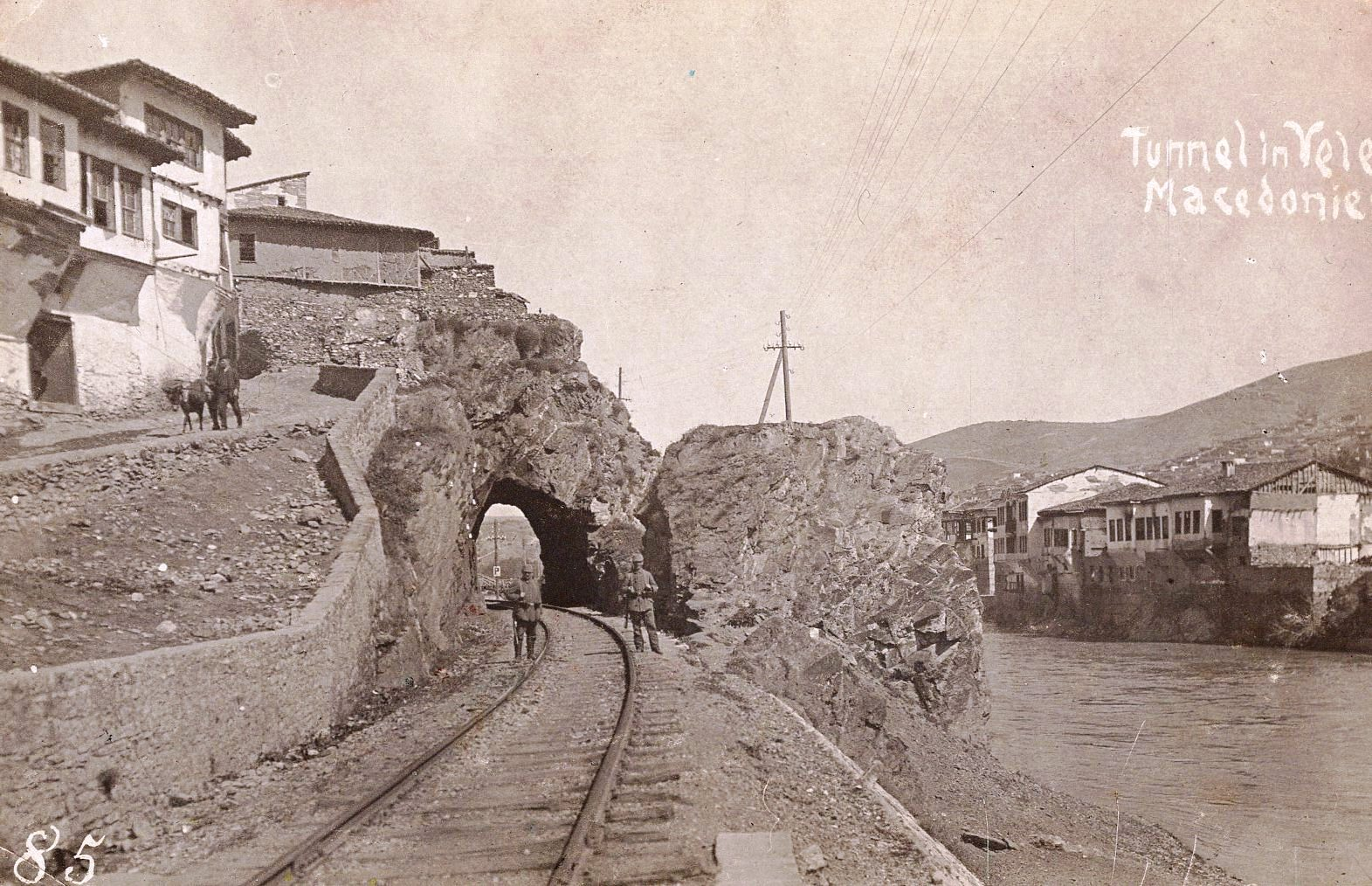
Велес на поштівці, 1910

## Географія
Місто розташоване приблизно в середині країни, на півдорозі між Скоп'є та кордоном із Грецією. Розташоване на обох берегах річки Вардар після впадіння до неї зліва притоки Тополки. Більша частина міста все ж розташована на лівому березі річки. Велес обмежений високими пагорбами, а долина річки в межах міста досить вузька.

## Населення
Згідно з переписом 2002 року у місті проживало 43716 осіб, з яких 92,18% населення становили македонці.

## Господарство
Велес є важливою залізничною станцією за маршрутом Белград — Скоп'є — Салоніки.

## Відомі особистості
У місті народились:
- Боре Ангеловський (1944—2009) — македонський актор, режисер, сценограф, перекладач.
- Петар Васков (1875—1907) — болгарський революціонер.
- Діаманді Іхчієв (1854—1913) — болгарський вчений-османіст.
- Андрей Протич (1875—1959) — болгарський мистецтвознавець, археолог.